# Schloss Strünkede

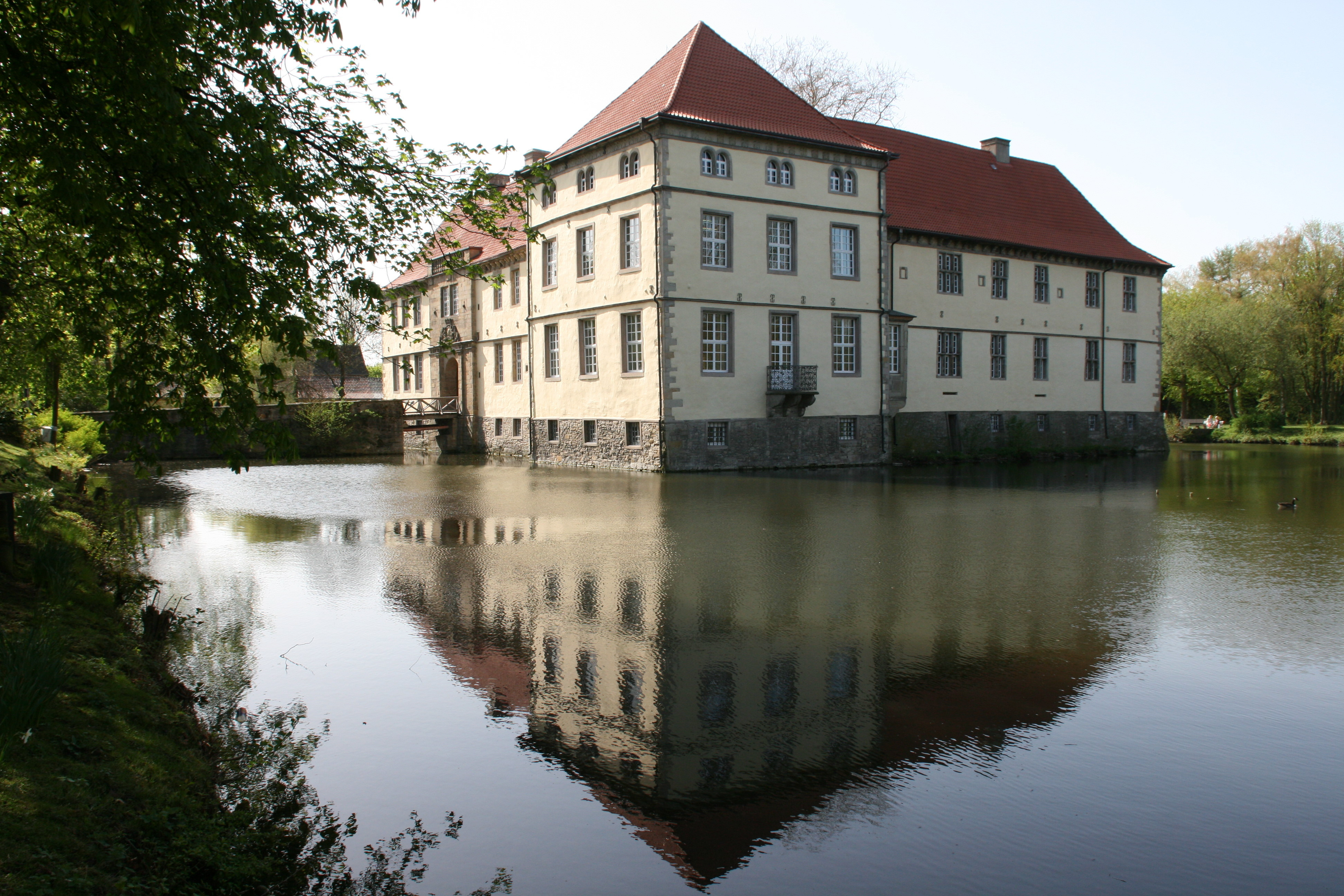
Schloss Strünkede, Blick von Südosten (2011)

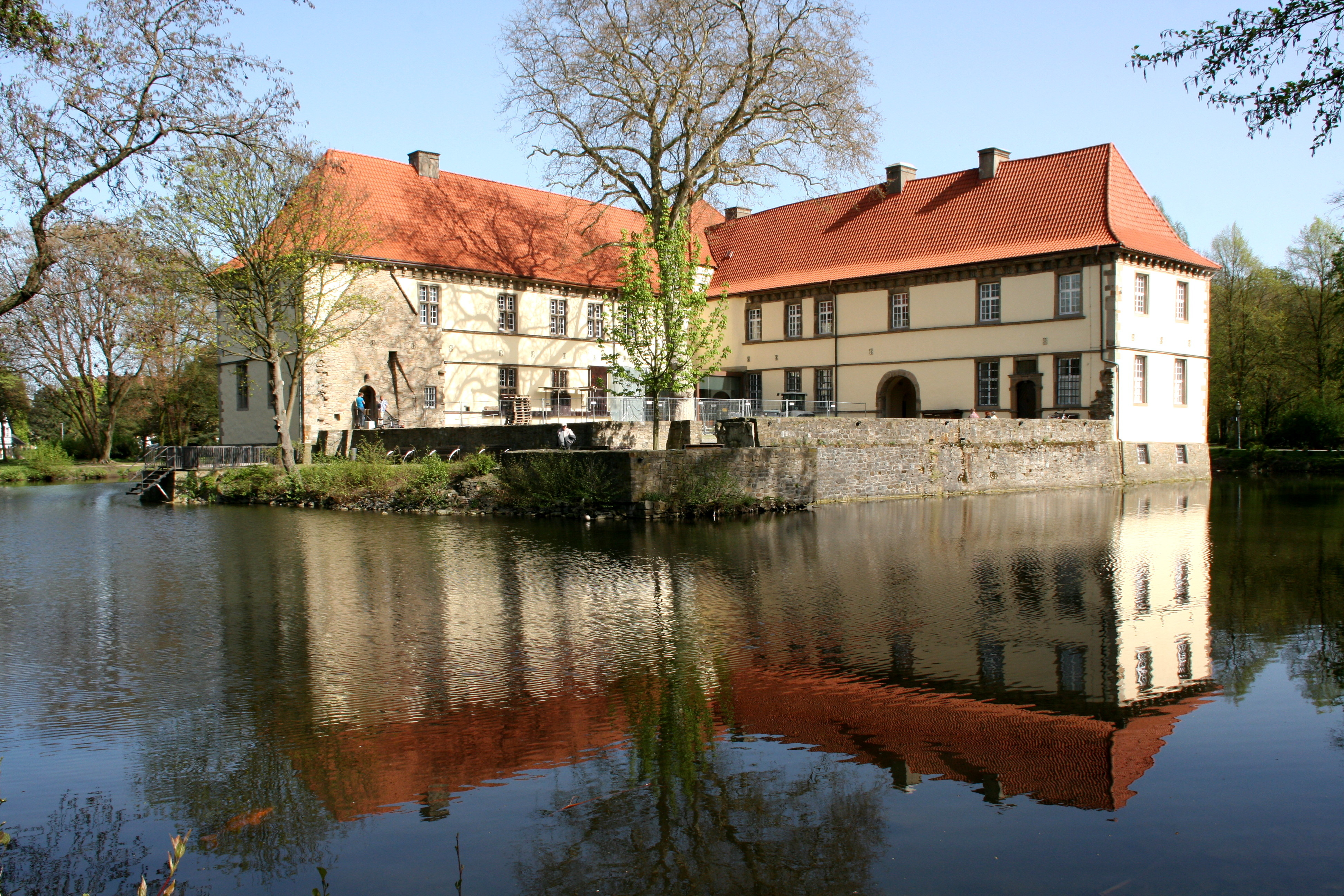
und von Nordwesten (2011)

Das Schloss Strünkede ist ein Wasserschloss im Herner Stadtteil Baukau inmitten eines ausgedehnten Schlossparks. Sein Name geht auf das mittelhochdeutsche Wort „strunk“ für „gerodeter Baum“ zurück.
Bis zum Ende des 18. Jahrhunderts war das Schloss Sitz der freiherrlichen Familie von Strünkede. Seit 1938 sind die kultur- und stadtgeschichtlichen Sammlungen des Emschertal-Museums dort beheimatet. Außerdem werden die Räume für standesamtliche Trauungen genutzt.
Im zugehörigen Schlosspark wurde 1932 das Stadion am Schloss Strünkede errichtet, das unter anderem Schauplatz von Spielen der Fußball-Bundesliga war.

## Geschichte

### Bewohner und Besitzer

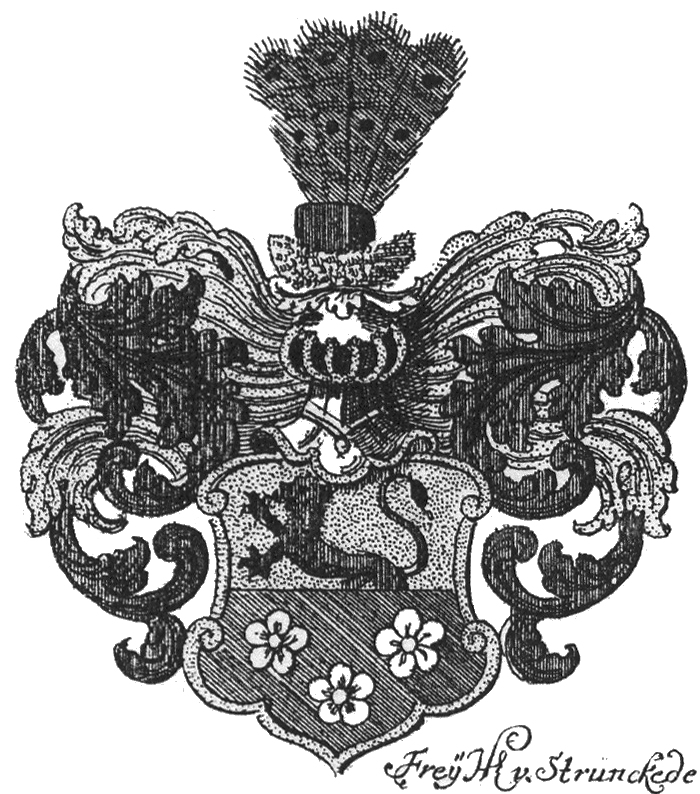
Wappen derer von Strünkede

Die Herren von Strünkede fanden im Jahre 1142 erstmals urkundlich Erwähnung, als ein Wessel von Strünkede, Lehnsmann der Grafen von Kleve, in einem Streit mit dem Stift Essen als Zeuge auftrat. Bernd von Strünkede hatte 1209 ein wichtiges höfisches Amt als klevischer Truchsess inne.
Die erste urkundliche Nennung der damaligen Burg Strünkede als „castro nostro Strunkede“ datiert auf das Jahr 1243. Ein weiteres Mal erscheint sie 1263, als der Ritter Gerlach von Strünkede nach einer Fehde gegen seinen Lehnsherrn Graf Dietrich VI. von Kleve mit diesem Frieden schloss und ihm seine Burg für 100 Mark überließ.
Im Jahr 1316 wurden dann Bovo und Bernd von Strünkede mit der Burggrafschaft Strünkede belehnt. Aus dieser entwickelte sich in späteren Jahren die Herrschaft Strünkede mit den Bauerschaften Herne und Baukau.
Durch die Lehensbindung ihrer Besitzer an Kleve und die Nachbarschaft zu dessen Widersacher, dem Erzbistum Köln, war die Burg Strünkede im 14. bis 16. Jahrhundert in zahlreiche Fehden verwickelt und wurde häufig von Kölner Gefolgsmännern belagert. So zum Beispiel im Jahr 1317, als Graf Engelbert II. von der Mark seiner Lehen verlustig gegangen war und Kaiser Ludwig IV. diese im Anschluss an die Klever Grafen vergeben hatte. Dem Märker gelang es, die Burg einzunehmen und sie zu zerstören. Zwar wurde die Anlage anschließend von den Strünkedern wieder aufgebaut, jedoch wurde sie von Engelbert II. von der Mark nur drei Jahre später ein weiteres Mal belagert und erobert.
Einer nächsten Belagerung durch Walram von Jülich im Jahr 1336 konnte die Burg Strünkede jedoch standhalten, ebenso wie einer Belagerung 1352 durch Mannen des Klever Grafen Johann von Kleve, der seinem nach Unabhängigkeit trachtenden Lehnsmann Heinrich von Strünkede zu Leibe rückte.
1397 verlor Bernd von Strünkede seine Burganlage, die er Herzog Wilhelm II. von Berg in einer Fehde mit Kleve als Offenhaus zur Verfügung gestellt hatte, da die Berger in der entscheidenden Schlacht am Kleverhamm unterlagen. Erst 1399 erhielt er sie als Lehen von Adolf II. von Kleve zurück.
Im 15. Jahrhundert machten die beiden aufsässigen Brüder Goddert und Johann von Strünkede von sich reden. Aufgrund eines Streits mit dem Kloster Cappenberg und dem König verhängte der spätere Kaiser Sigismund sogar die Reichsacht über Goddert, weswegen die Burg 1418 von Herzog Adolf IV. von Kleve belagert und eingenommen wurde.
Strünkede blieb dann vorerst unter klevischer Verwaltung, bis im Jahr 1426 alle volljährigen Vertreter der von Strünkede Kleve die Treue schworen und die Anlage danach wieder als Lehen an das Edelgeschlecht kam.
1487 ließ der Klever Herzog Johann II. die Anlage in Strünkede wieder belagern. Diesmal ging es gegen Reinhard von Strünkede (auch Reynar), der 1482 eine Hälfte der Herrschaft zu Lehen erhalten, sich dann aber gewaltsam auch die andere Hälfte angeeignet hatte. Nachdem der Herzog mit seiner Belagerung Erfolg hatte, verurteilte er Reinhard aufgrund von Geistesgestörtheit „zu ewig Gefängnis“ auf Strünkede. Dessen Ehefrau Sofia, geborene Gräfin von Limburg-Styrum, hatte sich bereits vorher von ihrem Mann getrennt. Ihre Söhne Jobst und Reinhard folgten ihrem Vater als Burgbesitzer nach.

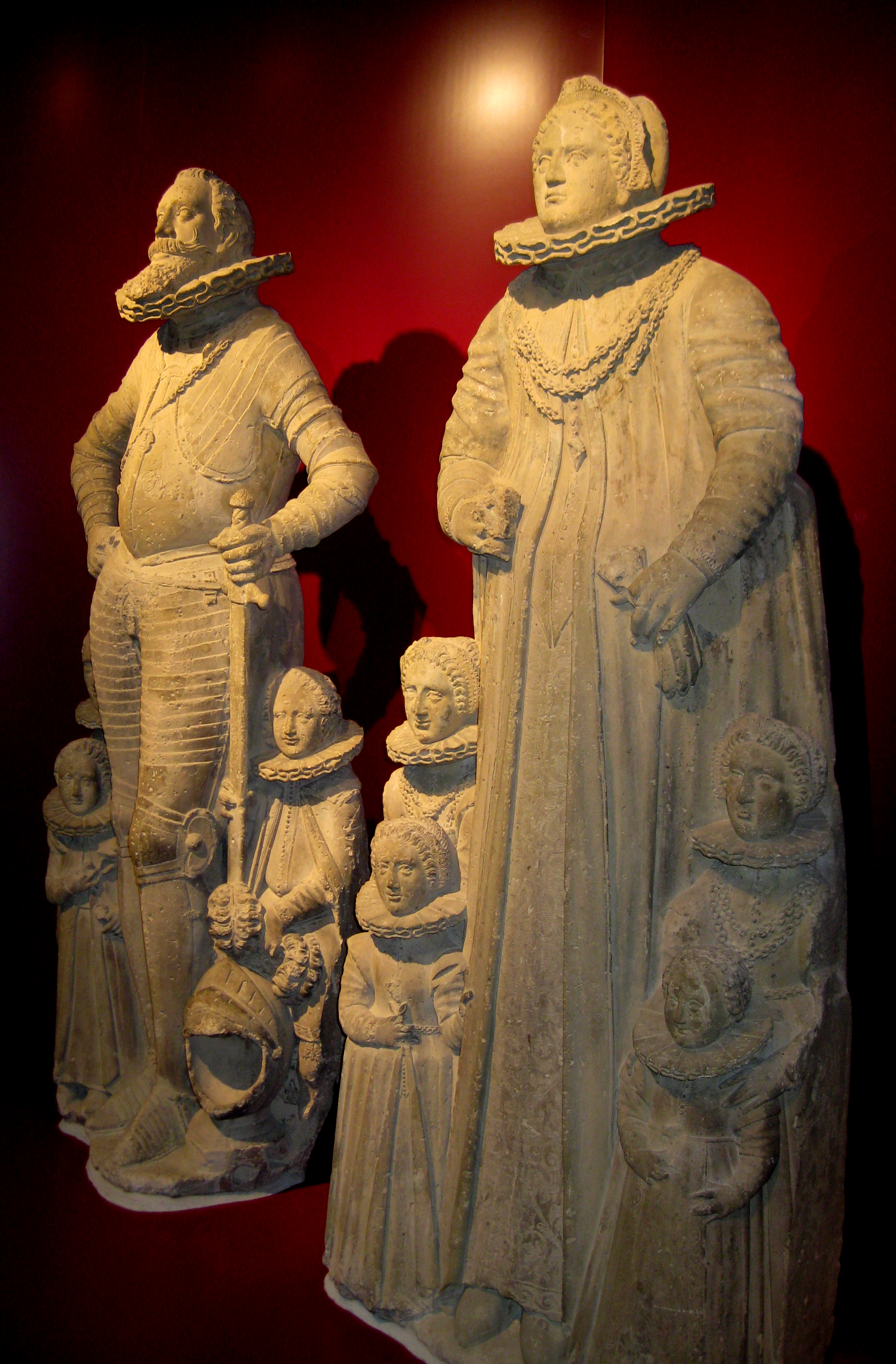
Grabmal des Jobst und der Hendrika von Strünkede in der Ausstellung des Emschertal-Museums

Jener Jobst ging in die Geschichte als „der Tolle“ ein, obwohl ihm Historiker bestätigen, dass sich seine Taten nicht von denen anderer Zeitgenossen unterschieden. Sein gleichnamiger Enkel erhielt hingegen den Beinamen „der Gelehrte“. Er begann ab 1591 mit dem Umbau der durch zahlreiche kriegerische Auseinandersetzungen stark in Mitleidenschaft gezogene Anlage zu einem repräsentativen Schloss. Das Grabmal für Jobst den Gelehrten und seine Frau Henrika von Hatzfeld aus der alten Herner Dionysiuskirche steht heute im Schloss.
Jobsts ältester Sohn Conrad wurde 1636 in den Reichsfreiherrenstand erhoben. Dessen dritter Sohn Gottfried (Goddert) aus der Ehe mit Janna von Lützenrod folgte seinem Vater als Besitzer von Schloss Strünkede nach. Unter seiner Ägide wurde der von seinem Großvater begonnene Schlossumbau 1644 vollendet.
Als Johann Conrad Freiherr von Strünkede 1742 ohne männliche Erben starb, erbte sein Vetter Ludwig aus dem Haus Dorneburg den Besitz. Als die männliche Linie von Strünkede zu Dorneburg 1777 ebenfalls ausstarb, kam der Besitz an Sigismund Carl von Strünkede zu Krudenburg. Zu jener Zeit war Strünkede jedoch völlig verschuldet, weswegen der Konkurs folgte. Es gelang aber, das Schloss im Familienbesitz zu halten. Die Schwester Sigismunds, Sophia Charlotte, wurde 1786 mit der Herrschaft Strünkede belehnt. Sie hatte 1767 den Freiherrn Adolf Karl von Palandt-Osterveen aus Ommen im niederländischen Oberijssel geheiratet, und somit ging das Haus Strünkede an diese Familie.
Die Erbtochter Adolfine Caroline von Palandt brachte die Anlage durch Heirat 1810 an den vom Niederrhein stammenden Friedrich von Forell. Dessen Nachkommen verkauften Schloss Strünkede 1900 an die Harpener Bergbau AG. Zuvor hatten die Gebäude binnen kurzer Zeit noch zahlreichen Herren dienen müssen. Während des Ersten Weltkriegs dienten sie als Lazarett, und in den 1920er Jahren war dort die Schutzpolizei beheimatet. Von Januar 1935 bis 1937 fand dort die Hitlerjugend ihre Unterkunft, ehe Teile des Schlosses von der Stadt Herne für das Emschertalmuseum langfristig angemietet wurde. Die Eröffnung fand am 15. September 1938 statt um, unterbrochen durch kleinere Schließungsperioden, am 26. August 1944 zu schließen. Nach der Befreiung und Stationierung einer Besatzung bis Januar 1946 wurde das Schloss zu einem Kindererholungsheim der Britischen Heilsarmee umfunktioniert, welches vom 24. Februar 1946 bis zum 31. März 1950 1600 Kinder der Emscherregion körperlich und seelisch betreute. Erst 1948 wurde das Haus von der Stadt Herne angekauft und in einigen Räumen das Emschertalmuseum wiedereröffnet.

### Baugeschichte
Das heutige Hauptschloss besteht aus Resten einer kastellartig geschlossenen Anlage, die früher in der Mitte eines ovalen Schlossteichs stand. Sie umfasste vermutlich nur einen wehrhaften Wohnturm und ein Torhaus. Eine Vorburg war ihr südlich davon auf einer eigenen, zweiten Insel vorgelagert. Die Anlage, deren Kernburgareal etwa 45 Meter mal 45 Meter einnahm, war von einem komplexen Gräftensystem und einer doppelten Wallanlage geschützt. Abgeschlossen wurde die gesamte Anlage vermutlich von einem Wehrgang im Westen.
Ausgrabungen in den 1950er Jahren bewiesen die Existenz zweier Vorgängerbauten westlich und südwestlich des heutigen Standorts. Dabei handelte es sich um eine Erdwallburg aus dem 10. Jahrhundert und eine Turmhügelburg aus dem 11./12. Jahrhundert.

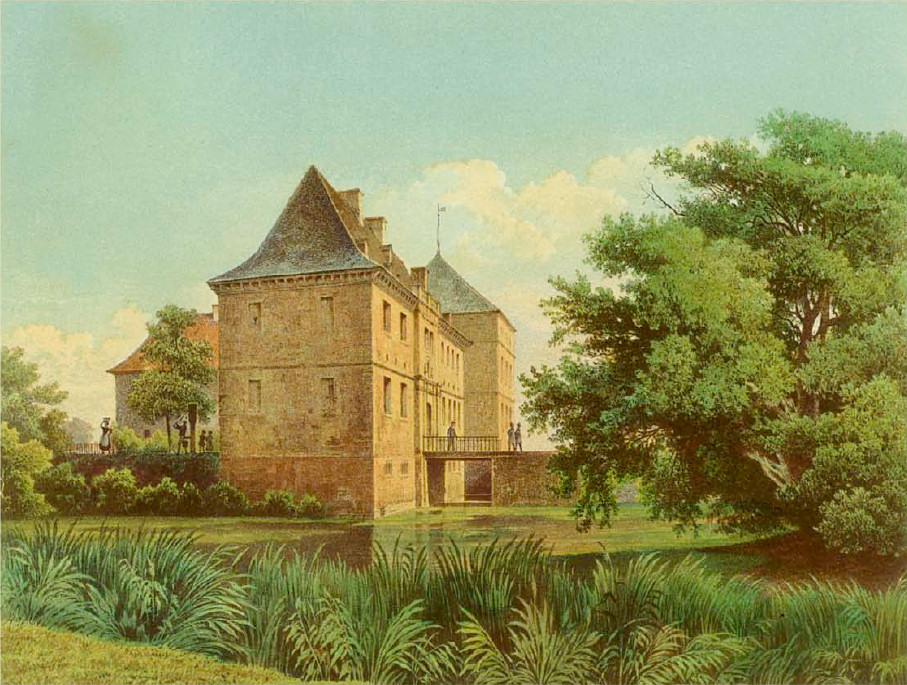
Schloss Strünkede um 1860, Sammlung Alexander Duncker

Östlich des Schlosses stand zwischen innerer und äußerer Gräfte eine seit 1316 verbürgte Schlossmühle, die 1850 ihren Betrieb einstellen musste. Abbaufelder einer nahe gelegenen Zeche entzogen den Gräften und dem Schlossteich Wasser; der sie speisende Strünkeder Bach war nicht mehr nutzbar.
Nachdem die Harpener Bergbau AG das Schlossareal 1900 erworben hatte, ließ sie es zu einer Gaststätte umbauen. Diese Maßnahmen sind maßgeblich dafür verantwortlich, dass im Inneren heutzutage kaum noch originale Bausubstanz vorhanden ist. Ausnahme bildet ein teilweise erhaltener Kamin aus dem 17. Jahrhundert. Auch ein ehemaliger, viereckiger Treppenturm in der Südost-Ecke des Innenhofs ist nicht mehr existent.
In der Zeit von 1975 bis 1980 wurden aufwändige Restaurierungsarbeiten an der Anlage durchgeführt. Unter anderem erhielten die Außenmauern einen neuen Putz und – in Anlehnung an eine Farblithografie von 1860/70 und eine Analyse alter Putzreste – einen gelben Anstrich.
2008 wurde der gesamte Schlosspark gärtnerisch neu gestaltet. So wurde das Wohn- und Garagenhaus gegenüber der Villa Forell aus den 1920er Jahren abgerissen und die alte Sichtachse – von der Landstraße von Bochum nach Recklinghausen (heute: Bahnhofstraße) – wiederhergestellt. Von Oktober 2009 bis Juni 2010 erfolgte eine grundlegende Renovierung des Schlossgebäudes. Zeitgleich fanden umfangreiche bauhistorische Forschungen statt, und die Dauerausstellung des Emschertal-Museums wurde umfassend erneuert. Deren Wiedereröffnung zum Thema Das Haus, seine Geschichte, seine Menschen fand am 13. Juni 2010 statt. Weitere Renovierungen schlossen sich bis Mitte 2011 an.

## Beschreibung

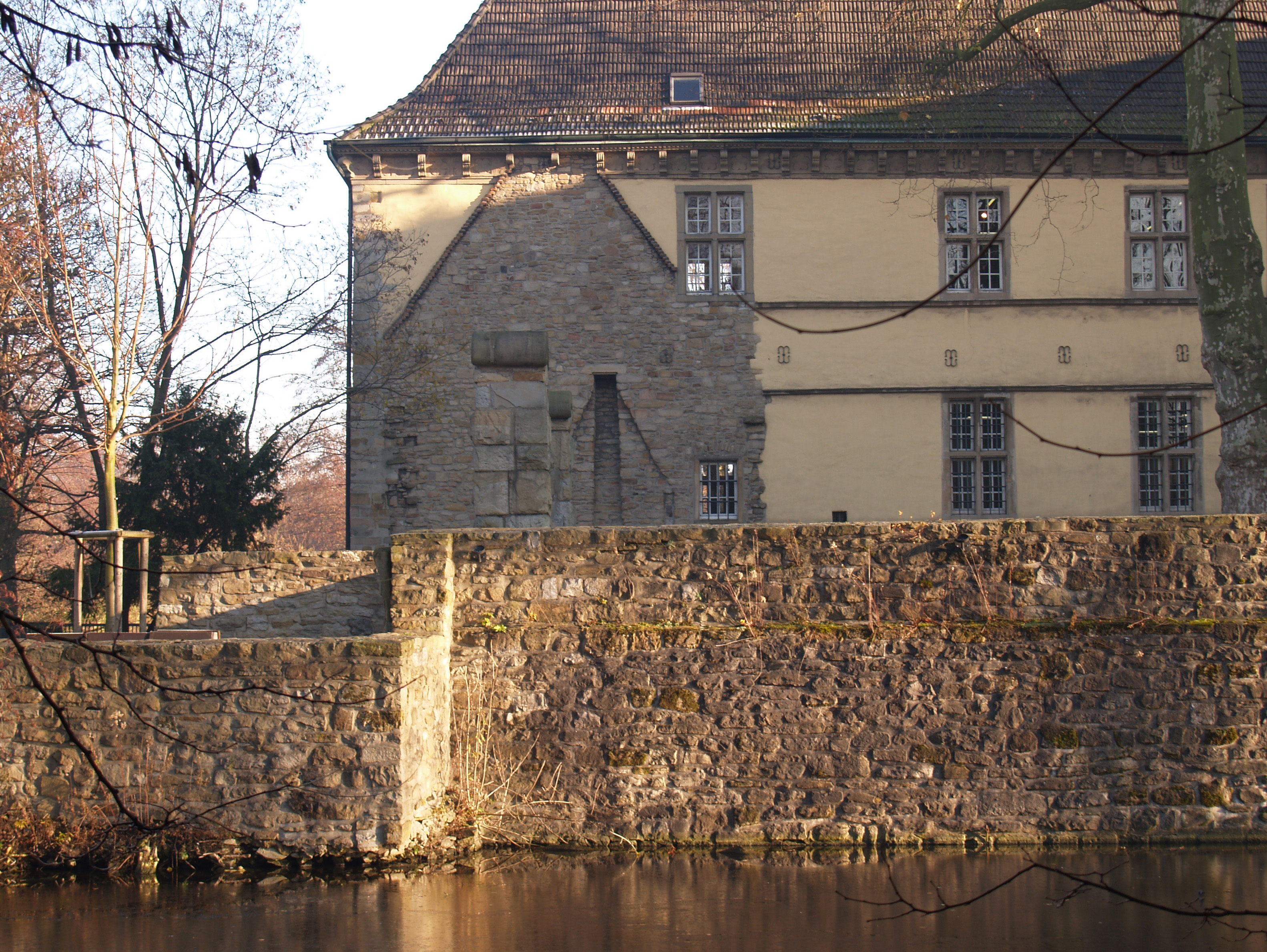
Schlosshof und Ostflügel mit unverputzter Wand des ehemals hier angebauten Nordflügels

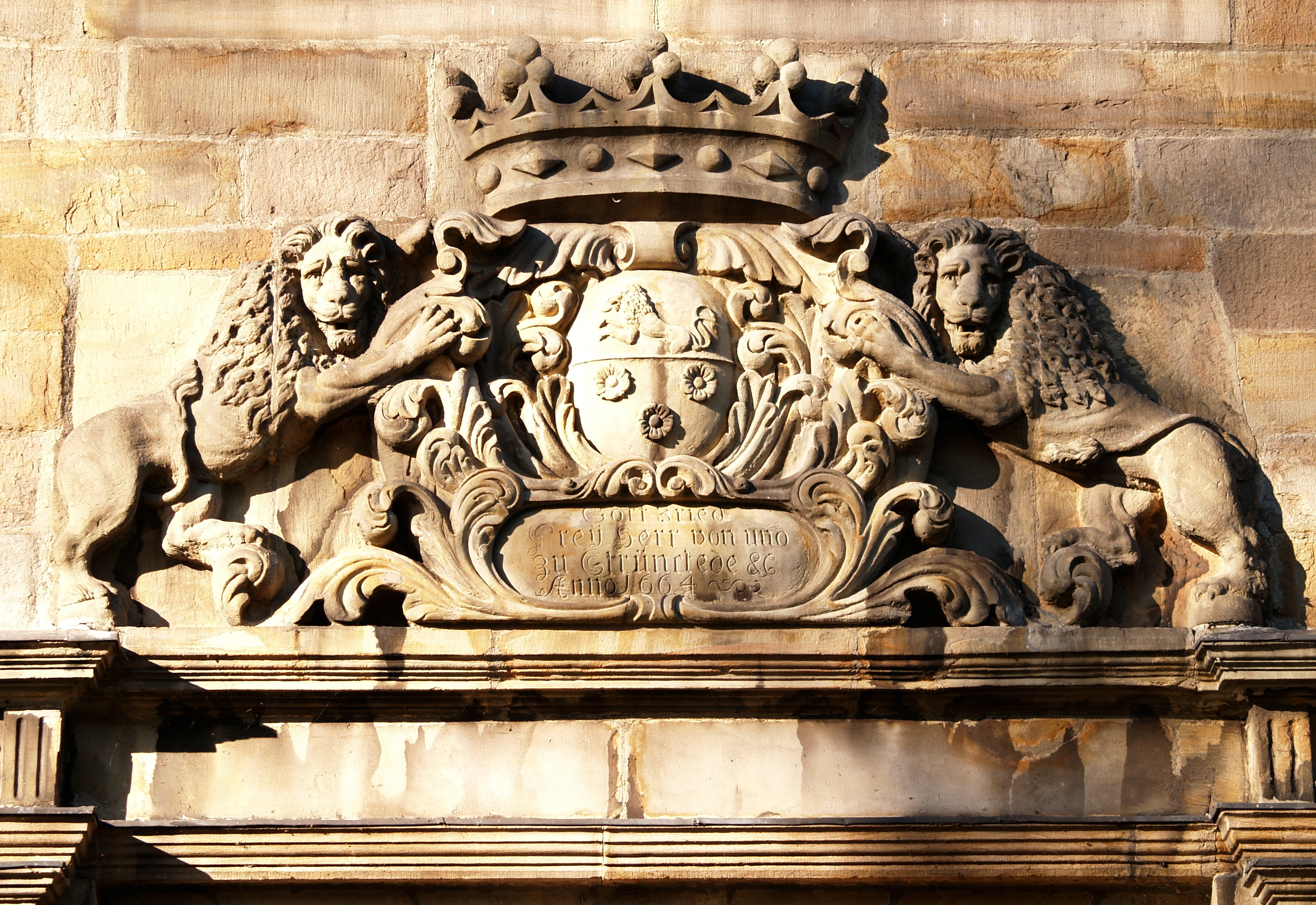
Wappen und Inschrift über dem Rundbogenportal

### Hauptschloss
Die Ursprünge des heutigen Schlossbaus liegen in einem erhaltenen quadratischen Pavillonturm aus der Zeit um 1500 (andere Quellen nennen das 14. Jahrhundert). Seine drei Geschosse erheben sich über einer 13,5 Meter mal 13,5 Meter messenden Grundfläche. Schießscharten in seinem Gewölbekeller aus Backstein bezeugen seine damalige Wehrhaftigkeit. Mitte des 16. Jahrhunderts wurde dem Turm nördlich ein 28 Meter mal 10 Meter messender Ostflügel im Stil der Renaissance angefügt. Diesem schloss sich rechtwinkelig ein heute nicht mehr erhaltener, unterkellerter Nordflügel an.
Den jüngsten Teil des heutigen Schlosses bildet der in zwei Bauphasen errichtete Südflügel mit einer frühbarocken Tordurchfahrt aus dem 17. Jahrhundert. Das Rundbogenportal wird vom Wappen der Familie von Strünkede gekrönt und kündet in einer Inschrift vom Ende der Um- und Ausbauarbeiten unter Gottfried von Strünkede im Jahr 1664. Untersuchungen aus dem Jahr 2009 haben gezeigt, dass die komplette Holzkonstruktion des Daches aus der Bauzeit des Schlosses – das Holz wurde 1663 geschlagen – original erhalten ist.
Sämtliche Flügelneubauten wurden auf Eichenpfahlrosten und aus natürlichem Bruchstein erbaut. Letzteres ist nur noch am Sockel der Gebäude zu erkennen, da die Außenmauern verputzt wurden. Im Zuge der Bauarbeiten im 16. und 17. Jahrhundert wurde der Schlossteich auf eine Größe von 200 Meter × 220 Meter vergrößert, und der Bauherr gab den Auftrag, westlich des Herrenhauses einen Barockgarten nach französischen Vorbildern anzulegen. Außerdem entstand ein Nutzgarten mit Taubenturm. Die Gartenanlagen sind heutzutage jedoch völlig verschwunden, und auch von dem weitläufigen Gräftensystem existieren nur noch der Haupt- und ein Außengraben.

### Schlosskapelle
Die Schlosskapelle von Strünkede ist Hernes ältestes Bauwerk. Sie geht auf den Schlossherrn Bernd von Strünkede zurück, der sie bis 1272 aus Backstein im gotischen Stil auf dem Vorburggelände errichten ließ.
Ursprünglich nur für die Bedürfnisse der Schlossbewohner bestimmt, wurde sie mit dem Segen des Kölner Erzbischofs Friedrich III. von Saarwerden 1395 in eine Pfarrkirche mit dem Recht des öffentlichen Gottesdienstes umgewandelt, da, wie es hieß, der Weg zur Herner Dionysiuskirche in den „damaligen kriegerischen Zeiten nicht ohne Lebensgefahr“ wäre. Die Kapelle diente auch als Begräbnisstätte einiger Strünkeder Herren. So sind die Grablegen des „tollen Jobst“ († 1529) und seines Vaters Reinhard († 1535) verbürgt.

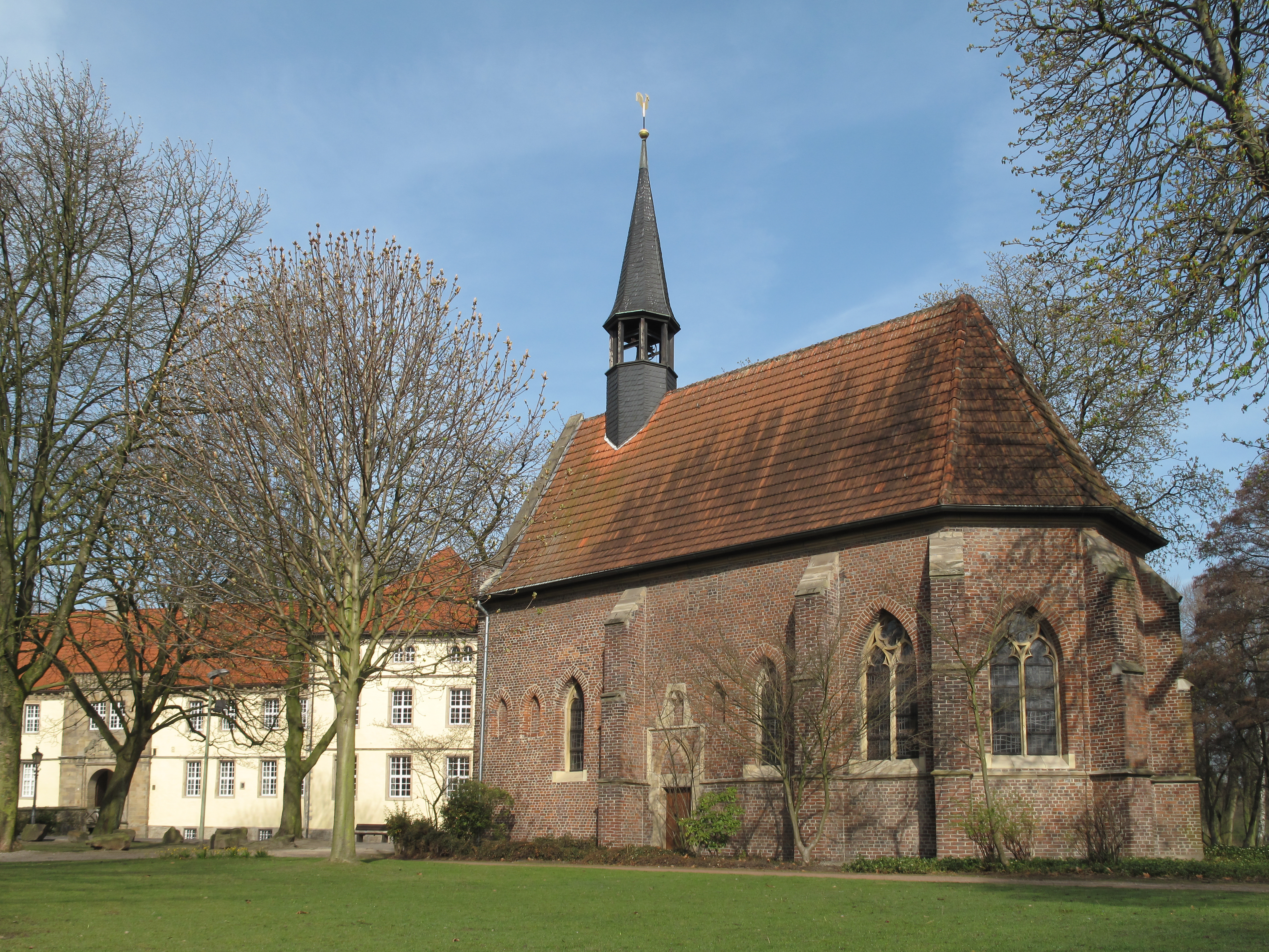
Schlosskapelle mit Schloss im Hintergrund

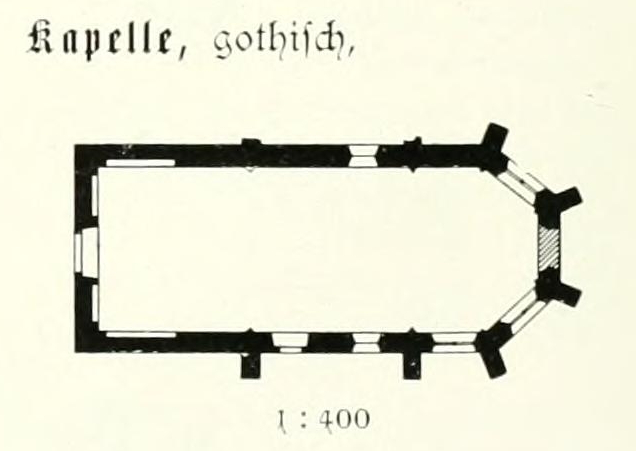
Grundriss der Schlosskapelle 1907

Als Patronatsherr über die Dionysiuskirche und das dazugehörige Kirchspiel führte der Strünkeder Schlossherr Goddert († 1584) die Reformation ein, wodurch auch die Schlosskapelle evangelisches, und zwar zunächst lutherisches, Gotteshaus wurde.
1686 fand der nächste Konfessionswechsel statt: Jetzt wurde die Kapelle durch die Witwe Gottfrieds von Strünkede zur calvinistischen Kirche umgewandelt und erhielt einen eigenen Prediger. In den folgenden Jahrhunderten diente sie der reformierten Gemeinde Hernes als Pfarrkirche.
Ende des 18. Jahrhunderts begann der Verfall. So wurde der Glockenturm 1802 entfernt. Als dann 1845 im nunmehr zu Preußen gehörigen Herne die Union zwischen Lutheranern und Calvinisten verkündet wurde, verlor sie ihren Charakter als Gotteshaus und wurde bis zum Zweiten Weltkrieg von den jeweiligen Besitzern des Schlosses unter anderem als Scheune, Stall und Hundezwinger genutzt. In dieser Zeit gingen viele alte Elemente unwiederbringlich verloren. So konnte beispielsweise die 1950 freigelegte manieristische Malerei des späten 16. Jahrhunderts nur noch in wenigen Teilen gerettet werden.
1948 wurde die Kapelle zusammen mit dem Schloss Eigentum der Stadt Herne. Nach einer gründlichen Restaurierung, bei der auch die durch Brandbomben zerstörten, gotischen Gewölbe wiederhergestellt und eine neue Fensterverglasung vorgenommen wurden, dient sie bis heute neben Konzerten, Trauungen und Taufen dem Gottesdienst kleinerer Glaubensgemeinschaften.
Der Backsteinbau mit dem polygonalen 3/8-Chor weist an seiner südlichen Seite mit den Werksteineinfassungen die ältesten Spuren auf, die vielleicht noch vom Gründungsbau von 1272 stammen könnten. Der übrige Teil wurde wohl im 14./15. Jahrhundert nach den Zerstörungen von Strünkede errichtet. Der jetzige Dachreiter aus der Nachkriegszeit ersetzt eine kleine Barockhaube. Der zweijochige Saal besitzt ein Kreuzrippengewölbe, dessen Schlussstein die Wappen der Familie von Strünkede und ihrer Lehnsherren, der Herzöge von Kleve, zeigt. Einbahnige Spitzbogenfenster, die im Chor zweibahnig sind, sorgen für die Beleuchtung des kleinen Sakralbaus. Die Fensterlaibungen im Chor zeigen vereinfachte, spätgotische Rankenmalerei. An den Wänden befinden sich alte Herner Grabsteine, so auch der von Margaretha von Asbeck, der 1587 verstorbenen Ehefrau des „tollen Jobst“.
Der jetzige Altaraufsatz war das Oberteil des 1700 geschaffenen Hauptaltars der abgebrochenen Dionysiuskirche. Weihekreuze sind im Inneren des Baus an mehreren Stellen eingelassen. Eine Totentafel aus dem Jahr 1682, vermutlich von Gottfried von Strünkede, hängt an der Westwand über der Tür.

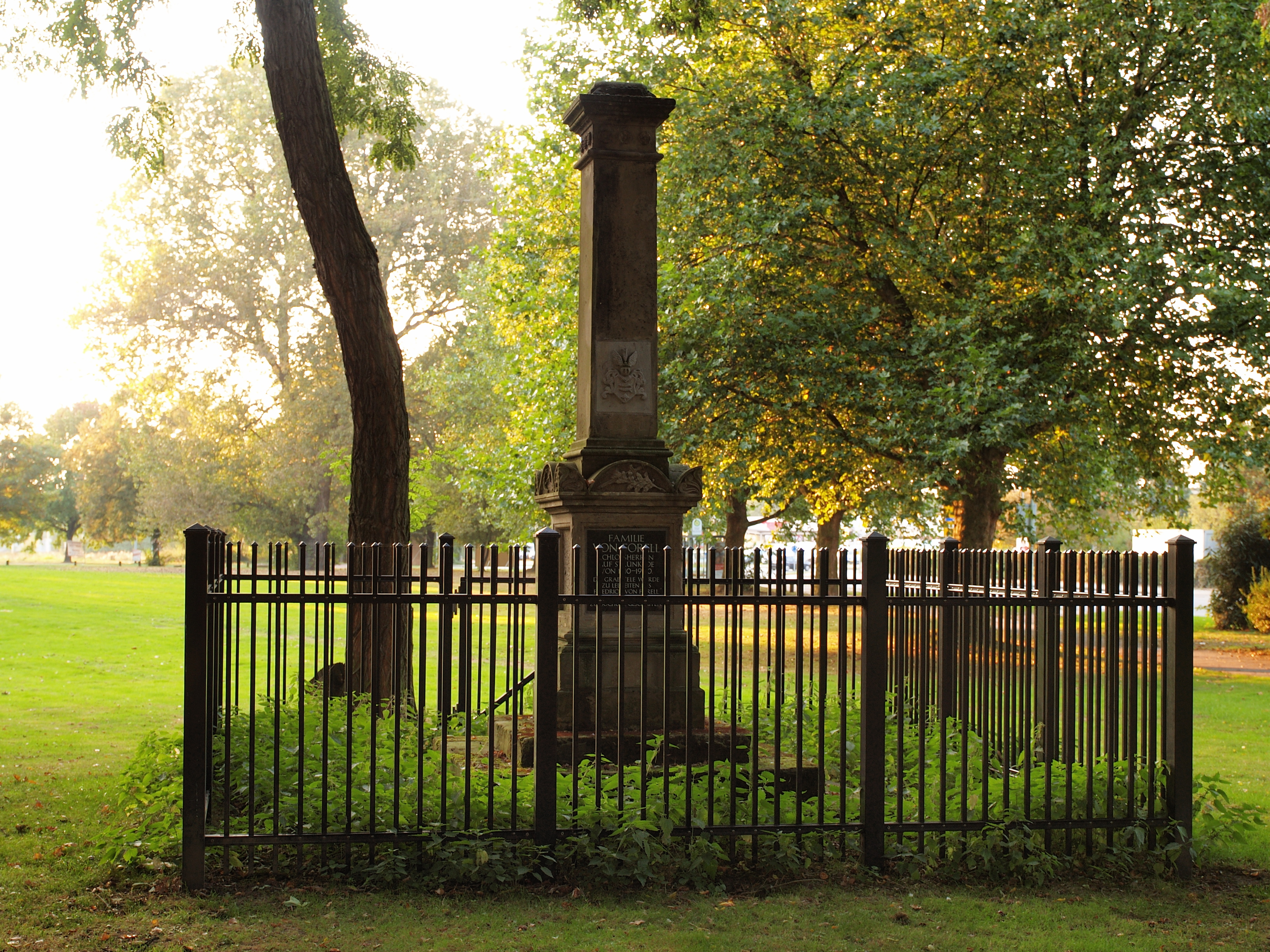
Das Grabdenkmal der Familie von Forell

### Die „neue“ Begräbnisstätte
Im heutigen Dreieck zwischen Strünkede-Stadion, Westring und Forellstraße liegt das Denkmal der Familie von Forell. Das Monument hat die Form eines Obelisken, der bis in die 1960er Jahre von einer Urne bekrönt war. Er stand ursprünglich etwa 20 Meter südlicher innerhalb des heutigen Tribünenwalls des Stadions. Dort lag die Familiengrabstätte der Familie von Forell, die seit 1804 nur für die Bewohner des Hauses Strünkede benutzt worden war. Auch die letzte Freifrau von Strünkede zu Krudenburg wurde dort beigesetzt. Heute wird das Denkmal nach einer gründlichen Restaurierung wieder von einem Gitter umschlossen.

## Persönlichkeiten
- Friedrich von Forell (1811–1872), Landrat des Kreises Bochum von 1868 bis 1872